# Movilița (Ialomița)
Movilița es una comuna ubicada en el distrito de Ialomița, Rumania.

## Superficie
Cuenta con una superficie de 36,21 kilómetros cuadrados.

## Demografía
Hasta 2021 la población era de 2810 habitantes, con una densidad de población de 77,60 habitantes por kilómetro cuadrado.